# سالمی (نام خانوادگی)
سالمی (منسوب به حی سالم) یک نام خانوادگی‌ مربوط به یکی از بیوت اصیل وسرشناس بنی طرف ساکن بستان و اینک اکثریت در شهر اهواز هستند. ،بزرگ خاندان این بیت، آل حاج وادی هستند که بعد از سختی های تبعید وحصر در تهران توسط رضا خان مقبور شیخ حی وادی در این شهر درگذشت که در سال های بعد بیت حاج سالم به دو بیت شامل بیت حاج وادی وبیت حمد تقسیم شدند از بزرگان این اقوام با نام های دیگری مانند
حاجی سالم،سالمی،خرقه پور،حمدی سالمی و...در سازمان ثبت احوال شهرت دارند..خاندان حمد به ۲ شاخه تقسیم میشوند این دو برادر با نامهای حاج خلیفه و حاج‌ خلاف که هر کدام چندین فرزند دارند ..حاج خلیفه برادر بزرگتر که ۹ بار ازدواج کرده بود دارای ۱۹ فرزند ۱۱ فرزند مذکر و ۸ مونث بوده   که همگی بجز یک فرد چشم از این بستند...اکثر افراد این خاندان مردمی بافرهنگ و حدود ۹۰ درصد با تحصیلات عالی و فعال اجتماعی می باشند...
خاندان سالمی از قبیله بنی طی [بنی طرف _طائی] از نسل حاتم الطائی می باشند..

گروهی دیگر نیز ساکن کرمانشاه هستند 